# 内藤民治

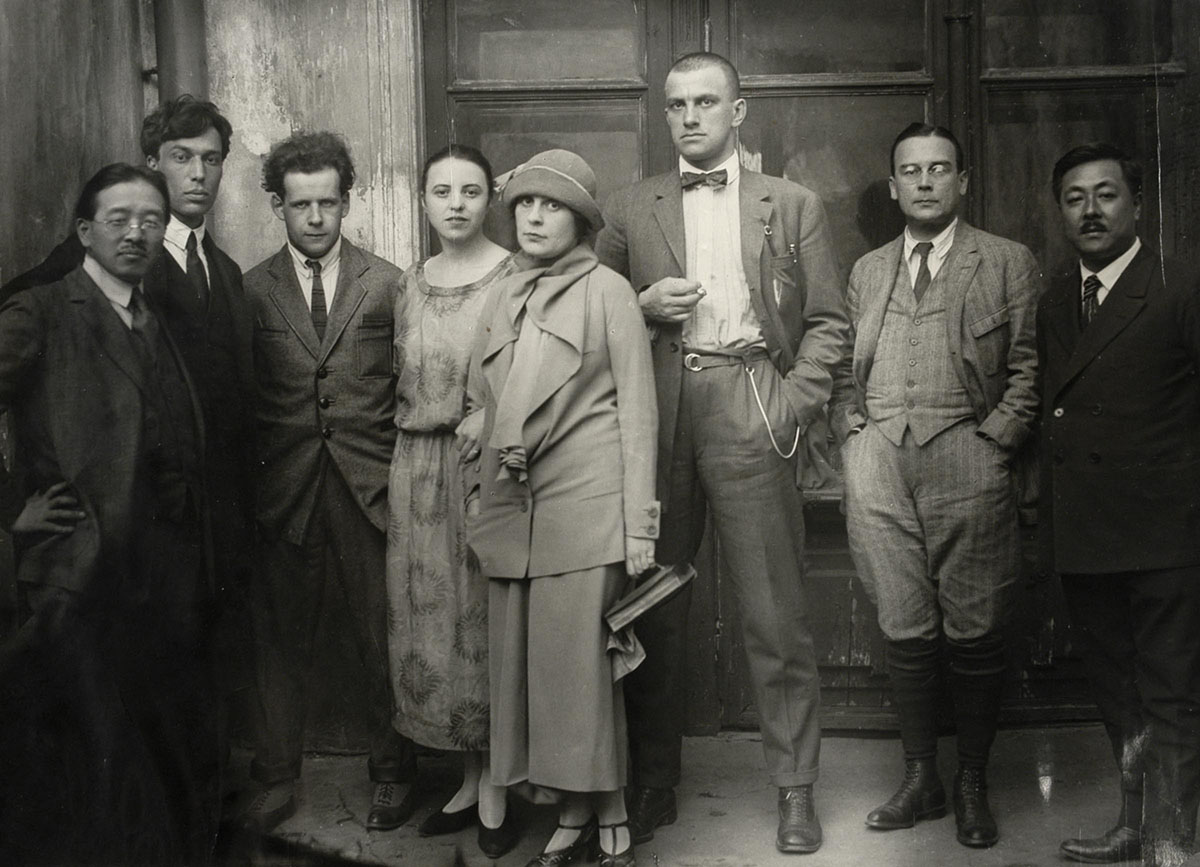
1924年5月11日、モスクワ。写真左、メガネの男性が内藤民治。（ヒューストン美術館蔵）

内藤 民治（ないとう たみじ、1885年10月28日 - 1965年7月15日）は、日本のジャーナリスト、編集者である。

## 人物・来歴
1885年（明治18年）10月28日、新潟県三条市に生まれる。上京し、東京府豊多摩郡渋谷村常磐松御料地（現在の東京都渋谷区渋谷4丁目）にあった東京農学校（現在の東京農業大学）に入学、同校を卒業する。
1906年（明治39年）、20歳のころにアメリカ合衆国に渡り、『ニューヨーク・ヘラルド』紙（現在の『インターナショナル・ヘラルド・トリビューン』紙）の特派員となる。11年間の在米中に、東京市神田区駿河台袋町（現在の東京都千代田区神田駿河台）にあった瀬木博尚の主宰する日本風俗図絵刊行会から、『世界実観』シリーズ全12巻を上梓している。1917年（大正6年）に帰国、出版社「中外社」を興し、同年10月1日、総合雑誌『中外』（1917年 - 1921年）を創刊、同誌の主幹となる。
翌1918年（大正7年）12月、吉野作造らの「黎明会」の設立に協力している。同年ごろ、俳優の上山草人の推薦で、上山の「近代劇協会」の女優・伊沢蘭奢が「中外社」に入社している。翌1919年（大正8年）、上山の渡米で近代劇協会は解散、内藤は畑中蓼坡の劇団「日本新劇協会」の旗揚げを支援し、伊沢も同劇団に入団している。なお、伊沢とは愛人関係にあった。『中外』誌には、伊沢のほか、女性も多く執筆し、伊藤野枝、神近市子、長谷川時雨、その夫の三上於菟吉、後藤新平、堤清六、山口孤剣、堺利彦、洋画家の斎藤与里などが執筆した。1920年（大正9年）8月、「黎明会」は解散、1921年（大正10年）、『中外』誌を休刊する。
その一方、1919年（大正8年）に日露相扶会を創立し、超党派の立場からソビエトロシア承認運動を推進、後藤新平の意を受けソ連の極東代表アドルフ・ヨッフェを日本に招くなど日ソ国交回復に貢献した。1924年（大正12年）、ソビエト連邦（現在のロシア連邦）に旅立ち、レフ・トロツキーらと交流する。
戦後、日本とソ連、日本と中華人民共和国間の関係の改善に尽力した。
1965年（昭和40年）7月15日、死去した。満79歳没。編著に『堤清六の生涯』（曙光会、1937年）がある。内藤の雑誌『中外』は、1988年（昭和63年）5月 - 12月、不二出版が全巻復刻した。

## ビブリオグラフィ
- 『世界実観 第1巻 独逸』（ドイツ）、日本風俗図絵刊行会、1915年
- 『世界実観 第2巻 仏蘭西』（フランス）、日本風俗図絵刊行会、1915年
- 『世界実観 第3巻 英吉利・瑞西』（イギリス・スイス）、日本風俗図絵刊行会、1915年
- 『世界実観 第4巻 伊太利』（イタリア）、日本風俗図絵刊行会、1915年
- 『世界実観 第5巻 露西亜』（ロシア）、日本風俗図絵刊行会、1916年
- 『世界実観 第6巻 白耳義・和蘭』（ベルギー・オランダ）、日本風俗図絵刊行会、1916年
- 『世界実観 第7巻 墺洪国・西班牙』（オーストリア＝ハンガリー帝国・スペイン）、日本風俗図絵刊行会、1916年
- 『世界実観 第8巻 亜米利加合衆国』（アメリカ合衆国）、日本風俗図絵刊行会、1916年
- 『世界実観 第9巻 加奈陀・羅甸亜米利加』（カナダ・ラテンアメリカ）、日本風俗図絵刊行会、1916年
- 『世界実観 第10巻 瑞典・諾威・丁抹・巴爾幹』（スウェーデン・ノルウェー・デンマーク・バルカン半島）、日本風俗図絵刊行会、1916年
- 『世界実観 第11巻 印度・南洋・埃及』（インド・東南アジア・エジプト）、日本風俗図絵刊行会、1916年
- 『世界実観 第12巻 支那・暹羅』（中国・タイ）、日本風俗図絵刊行会、1916年
- 総合雑誌『中外』、中外社、1917年 - 1921年
- 『「世界を明るくする運動」の提唱』、自費出版、1936年
- 『堤清六の生涯』、函館・曙光会、1937年
- 『東西新秩序の進展と日ソ米の激接線』、国際日本協会、1941年
- 『百錬富岡鉄斎筆近古賢哲像伝絵』、耕心学堂、1944年
- 『ブルガーニン首相へ贈る書簡』、カレント社、1956年

## 註
1. 1 2 3 4 5 6 7 8  コトバンクサイト内の記事「内藤民治」の記述を参照。
2. ↑  コトバンクサイト内の記事「伊沢蘭奢」の記述を参照。